# Ambasciata d'Italia ad Ankara
L'Ambasciata d'Italia ad Ankara è la missione diplomatica della Repubblica Italiana nella Repubblica di Turchia.
La sede dell'ambasciata si trova ad Ankara, lungo l'Atatürk Bulvarı, nel centro politico e diplomatico della città.

## Sede storica
Il progetto dell'ambasciata ebbe una lunga e travagliata storia: all'inizio del XX secolo doveva essere costruita ad Istanbul, poi la guerra Italo-Turca e la prima guerra mondiale ne bloccarono l'attuazione.
Fra le due guerre il progetto prese corpo faticosamente a causa di vari problemi burocratici, non prima del 1937, e fu affidato definitivamente all'ingegnere Paolo Caccia Dominioni che diresse anche i lavori di cantiere.
I sette edifici che ospitano gli uffici e la Residenza sono stati costruiti fra il maggio 1938 all'agosto 1940 in stile razionalista.